# Pézilla-de-Conflent
Pézilla-de-Conflent (occitansk: Pesilhan de Conflent) er en by og kommune i departementet Pyrénées-Orientales i Sydfrankrig.

## Geografi
Pézilla-de-Conflent ligger i Fenouillèdes 48 km vest for Perpignan. Nærmeste byer er mod nordøst Ansignan (7 km) og mod vest Sournia (9 km).

## Demografi

### Udvikling i folketal
| 1962                                                              | 1968 | 1975 | 1982 | 1990 | 1999 | 2007 | 2014 | 2017 |
| ----------------------------------------------------------------- | ---- | ---- | ---- | ---- | ---- | ---- | ---- | ---- |
| 87                                                                | 75   | 62   | 69   | 52   | 50   | 52   | 51   | 46   |
| Tal fra og med 1962 er uden dobbelttælling (sans doubles comptes) |      |      |      |      |      |      |      |      |